# Medalha Vitória (geografia)
A Medalha Vitória de geografia é um prémio concedido pela Real Sociedade Geográfica. Esta medalha é concedida desde 1902 a personalidades que se destacaram na pesquisa da geografia.

## Laureados
- 1902: E. G. Ravenstein[1]
- 1903: Sven Hedin[1]
- 1905: John George Bartholomew[1]
- 1906: W. M. Ramsay[1]
- 1909: Alexander Agassiz[1]
- 1911: H. G. Lyons[1]
- 1912: George H. Darwin[1]
- 1913: S. G. Burrard[1]
- 1915: Hugh Robert Mill
- 1917: John Keltie
- 1919: J. W. Gregory
- 1920: H. St. J. L. Winterbotham
- 1922: John F. Baddeley
- 1924: J. F. Hayford
- 1927: Charles Close
- 1928: E. A. Reeves
- 1930: Emmanuel de Margerie
- 1932: A. P. Coleman
- 1934: Edward Heawood
- 1935: E. J. Wayland
- 1936: Stanley Wells Kemp
- 1938: Arthur Hinks
- 1940: O. G. S. Crawford
- 1941: Harold Jeffreys
- 1946: H. J. Fleure
- 1947: Eva G. R. Taylor
- 1948: Frank Debenham
- 1950: Emmanuel de Martonne
- 1951: Charles Cotton
- 1953: John Myres
- 1955: Sir John Russell
- 1957: S. W. Wooldridge
- 1958: Roberto Almagià
- 1959: Gerald Seligman
- 1960: J. A. Steers
- 1962: Carl Troll
- 1963: H. C. Darby
- 1964: J. N. L. Baker
- 1967: C.W. Phillips
- 1968: Walter Christaller
- 1969: Marcel Aurousseau
- 1970: Raleigh Ashlin Skelton[2]
- 1971: O. K. H. Spate[2]
- 1972: G. H. J. Daysh[2]
- 1973: E. Estyn Evans[2]
- 1974: C. A. Fisher[2]
- 1975: C. O. Sauer[2]
- 1976: J. N. Jennings[2]
- 1977: Emrys Jones[2]
- 1978: Terence Armstrong[2]
- 1979: Torsten Hägerstrand[2]
- 1980: Jean Gottmann[2]
- 1981: Julius Büdel[2]
- 1982: H. J. Jusatz[2]
- 1983: B. H. Farmer[2]
- 1984: Richard Hartshorne[2]
- 1985: J. T. Coppock[2]
- 1986: Ren Mei'e[2]
- 1987: Chauncy Harris[2]
- 1988: Brian Berry[2]
- 1989: David Simonett[2]
- 1990: Ron Johnston[2]
- 1991: John Clarke[2]
- 1992: John Goddard[2]
- 1993: Norman Graves[2]
- 1994: Doreen Massey[2]
- 1995: Helen Wallis[2]
- 1996: Ronald Abler[2]
- 1997: David Lowenthal[2]
- 1998: Ian Simmons[2]
- 1999: Robin Butlin[2]
- 2000: Desmond Walling[2]
- 2001: Peter Dicken[2]
- 2002: Angela Gurnell[2]
- 2003: Nigel Thrift[2]
- 2004: Michael Watts[2], pela pesquisa  sobre a economia, a cultura e o poder político.
- 2005: Ray Hudson[2], pela pesquisa sobre a mudança regional e industrial no Reino Unido e na Europa em geral.
- 2006: Jim Rose[2], pelas contribuições na pesquisa da era quaternária.
- 2007: Peter Jackson[2]
- 2008: Linda McDowell[2]
- 2009: Phil Rees[2]
- 2010: Rick Battarbee[2]
- 2011: John Lowe[2]
- 2012: Stuart Lane[2]
- 2013: Paul A. Longley[2]
- 2014: Susan Jane Smith[2]
- 2015: Stephen Daniels[2]
- 2016: Ron Martin[2]